# De laatste parel
De laatste parel is een sprookje van Hans Christian Andersen, het verscheen in 1853.

## Het verhaal
Er wordt een zoon geboren in een rijk en gelukkig huis. De schutsengel staat aan het hoofdeinde van het kraambed en zegt dat alles compleet is. De feeën van het leven hebben elk hun gave geschonken. beschermengel van het kind zegt dat één fee haar geschenk nog niet heeft gebracht, de laatste parel ontbreekt. Hand in hand zweven ze naar de plaats waar deze fee woont. Midden op de vloer staat een open doodskist met het lijk van een vrouw in haar beste jaren. Haar man en kinderen staan bij de kist, ze brengen een laatste groet. Vreemde mannen spijkeren het deksel over de kist vast. De schutsengel denkt dat hier geen goede fee woont, maar dan wijst de beschermengel van het kind naar de hoek in de kamer waar de vrouw ooit haar gezin vriendelijkheid toeknikte. 
In de hoek zit nu een vreemde vrouw, ze heeft de plaats van de dode ingenomen. Haar naam is Smart en een hete traan valt in haar schoot. Het wordt een parel die glanst in alle kleuren van de regenboog. De engel grijpt de parel, die schittert als een ster in zevenvoudige glans. De parel die niet gemist kan worden. Door deze wordt de macht van alle andere vergroot. De glans van de regenboog die hemel en aarde verbindt. Voor iedere dierbare die we moeten missen, hebben we in de hemel een vriend meer om naar te verlangen. Kijk goed naar de parel van de smart; daarin liggen de hemelvleugels die ons van hier zullen wegvoeren.